# Insula Abruka
Abruka este o insulă situată în Marea Baltică, la sud de Saaremaa. Are o suprafață de 8,8 km2 și o populație de 25 locuitori, concentrată în localitatea omonimă, localizată în partea de nord a insulei. Pe insula Abruka se află pădure cu statut de rezervație naturală.